# Zofia Helman
Zofia Elżbieta Helman-Bednarczyk (ur. 8 marca 1937 w Radomiu) – polska muzykolożka, honorowa członkini Związku Kompozytorów Polskich.

## Życiorys
W latach 1954–1959 studiowała muzykologię na Uniwersytecie Warszawskim pod kierunkiem prof. Zofii Lissy, w 1967 obroniła pracę doktorską Technika dźwiękowa w utworach Karola Szymanowskiego, a w 1980 habilitowała się na podstawie książki Neoklasycyzm w muzyce polskiej XX wieku. Od 1991 jest profesorem.
W latach 1959–2007 pracowała w Instytucie Muzykologii Uniwersytetu Warszawskiego, którego dyrektorem była w latach 1991–1996.
Gościnnie wykładała w Instytucie Muzykologii Uniwersytetu Jagiellońskiego, Zakładzie Muzykologii Uniwersytetu im. Adama Mickiewicza w Poznaniu, Akademii Muzycznej w Krakowie oraz na uniwersytetach w Moguncji, Ljubljanie, Genewie i w Konserwatorium w Pekinie. Jest członkiem Komitetu Nauk o Sztuce PAN (od 1981). Zasiada w Zarządzie Fundacji im. Karola Szymanowskiego (od 1996). Brała lub bierze udział w pracach komitetów redakcyjnych „Polish Art Studies”, „Théâtre, Opéra, Ballet” (Paryż), „Przeglądu Muzykologicznego” i Encyklopedii Muzycznej PWM. Jest członkiem wielu stowarzyszeń muzycznych i muzykologicznych, m.in.: International Musicological Society, Robert-Schumann-Gesellschaft w Düsseldorfie, Gesellschaft für Musikforschung w Kassel, Société Internationale d’Histoire Comparée du Théâtre, de l’Opéra et du Ballet, Związku Kompozytorów Polskich, Towarzystwa im. Fryderyka Chopina w Warszawie, Towarzystwa Muzycznego im. Karola Szymanowskiego w Zakopanem, Collegium Invisibile.
Jej siostrą była Alicja Helman.

## Nagrody i odznaczenia
Za działalność naukową została uhonorowana m.in. Złotym Krzyżem Zasługi (1983), Nagrodą Ministra Edukacji Narodowej II stopnia (1986), Nagrodą Związku Kompozytorów Polskich (1988), Nagrodą „Clio” Wydziału Historycznego Uniwersytetu Warszawskiego (2000), Nagrodą im. Karola Szymanowskiego (2002), Doroczną Nagrodą Ministra Kultury i Dziedzictwa Narodowego (2008), honorowym członkostwem Związku Kompozytorów Polskich (2009).

## Książki
- Neoklasycyzm w muzyce polskiej XX wieku, Kraków: PWM 1985
- Roman Palester. Twórca i dzieło, Kraków: Musica Iagellonica 1999
- współautorka nowego wydania korespondencji F. Chopina (t. I, Warszawa 2010)